# ケンティッシュ・タウン駅
ケンティッシュ・タウン駅（ケンティッシュ・タウンえき、英語：Kentish Town station）は、カムデン・ロンドン特別区ケンティッシュ・タウンにあるロンドン地下鉄とナショナル・レールの駅である。当駅はケンティッシュ・タウン・ロードとレイトン・ロードの交差点にあり、トラベルカード・ゾーン2に含まれる。
当駅にはノーザン線ハイ・バーネット支線と、ナショナル・レールのミッドランド本線が通っており、当駅に停車するナショナル・レールの列車はテムズリンク（ゴヴィア・テムズリンク・レールウェイ）によって運行されている。ノーザン線ではカムデン・タウン駅とタフネル・パーク駅の間、ミッドランド本線ではウエスト・ハムステッド・テムズリンク駅とセント・パンクラス駅の間にある。
ノーザン線ハイ・バーネット支線では唯一ナショナル・レールと直接乗換が出来る駅である。ノース・ロンドン線のケンティッシュ・タウン・ウェスト駅とオイスター・カード利用で乗り継いだ場合は運賃が通算される。
当駅には地上に4線、地下に2線がある。ナショナル・レールの列車はテムズリンク（ゴヴィア・テムズリンク・レールウェイ）によって運転され、北行はルートンへ、南行はセント・パンクラス、ブラックフライアーズ経由でサットン、オーピントン、セヴノークスへ運転される。ノッティンガム、シェフィールド、レスターからのイースト・ミッドランド・トレインズの速達列車は当駅を通過する。
ナショナル・レール、ロンドン地下鉄の駅ともに改札口が設置されている。

## 歴史

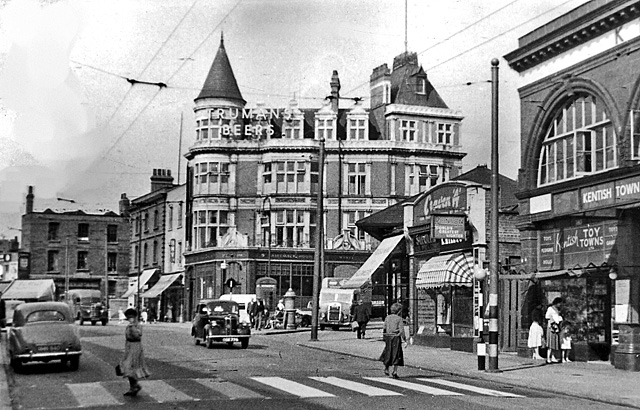
1955年撮影の駅舎

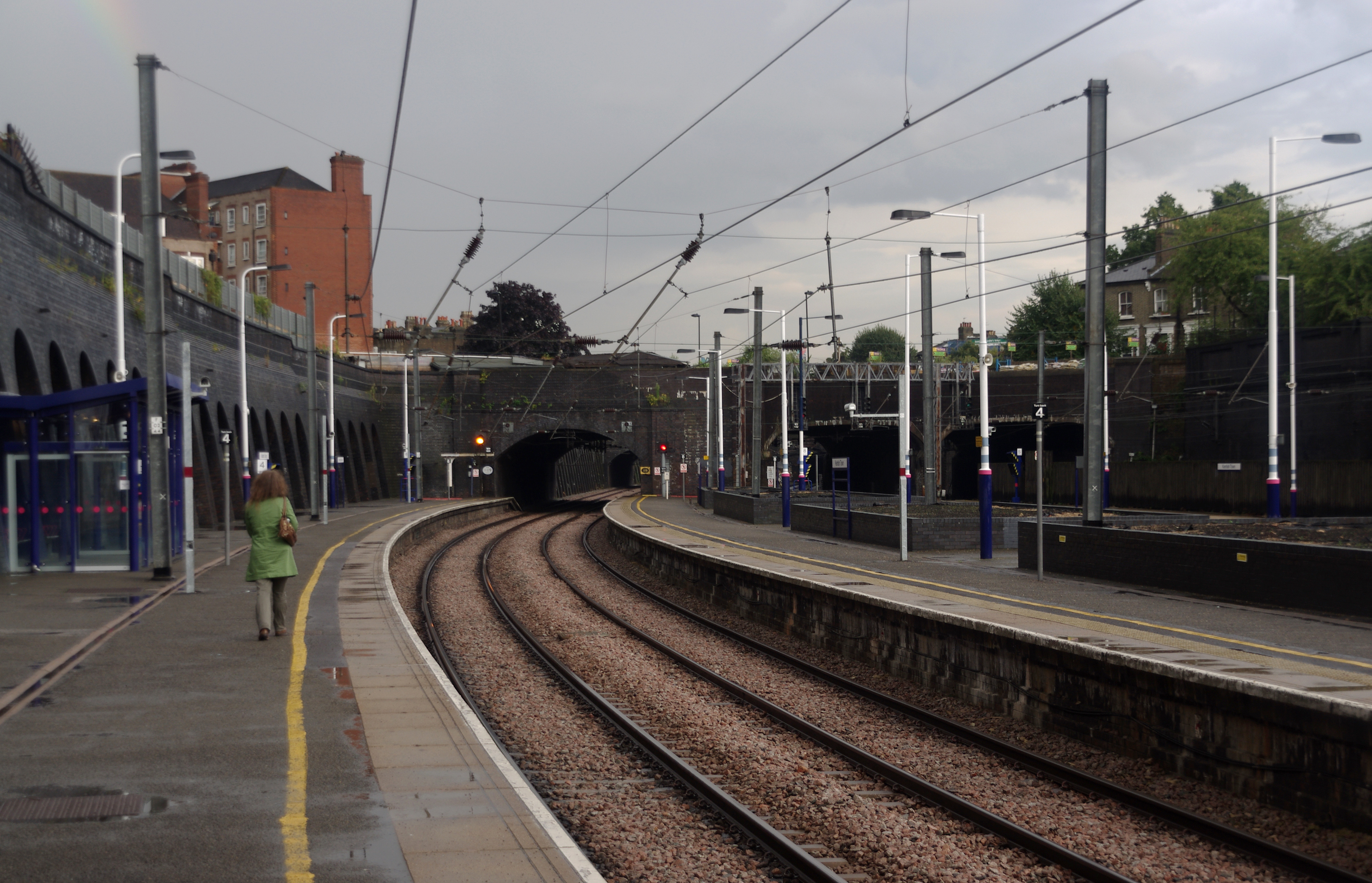
ナショナル・レールのホーム

当駅は1868年、ミッドランド鉄道がセント・パンクラスまで延伸した際に開業した。この新線が開業する以前、ミッドランド鉄道の列車はロンドン・アンド・ノース・ウェスタン鉄道に乗り入れてユーストンまたはグレート・ノーザン鉄道に乗り入れてキングス・クロスまで運転されていた。セント・パンクラス延伸からしばらくの間、一部の列車は当駅で機関車を復水式蒸気機関車に付け替え、ムーアゲートまで運転されていた。
当駅の北にはミッドランド鉄道で2番目の規模をもつ車両工場が設置されていた。1861年には駅近くの引き込み線で脱線事故が発生し、16名が死亡、317名が負傷している。
1860年にノース・ロンドン線の別の駅が「ケンティッシュ・タウン」として開業していたが、1867年にゴスペル・オーク駅に改名されている。
1878年5月から1880年9月まで、メトロポリタン鉄道のスーパー・アウター・サークルと呼ばれる、セント・パンクラス駅、アールズ・コート駅、クリックルウッド駅、サウス・アクトン駅を通る列車が当駅を経由していた。本線鉄道の駅は1983年に改築され、開業時から駅施設は完全に取り壊された。

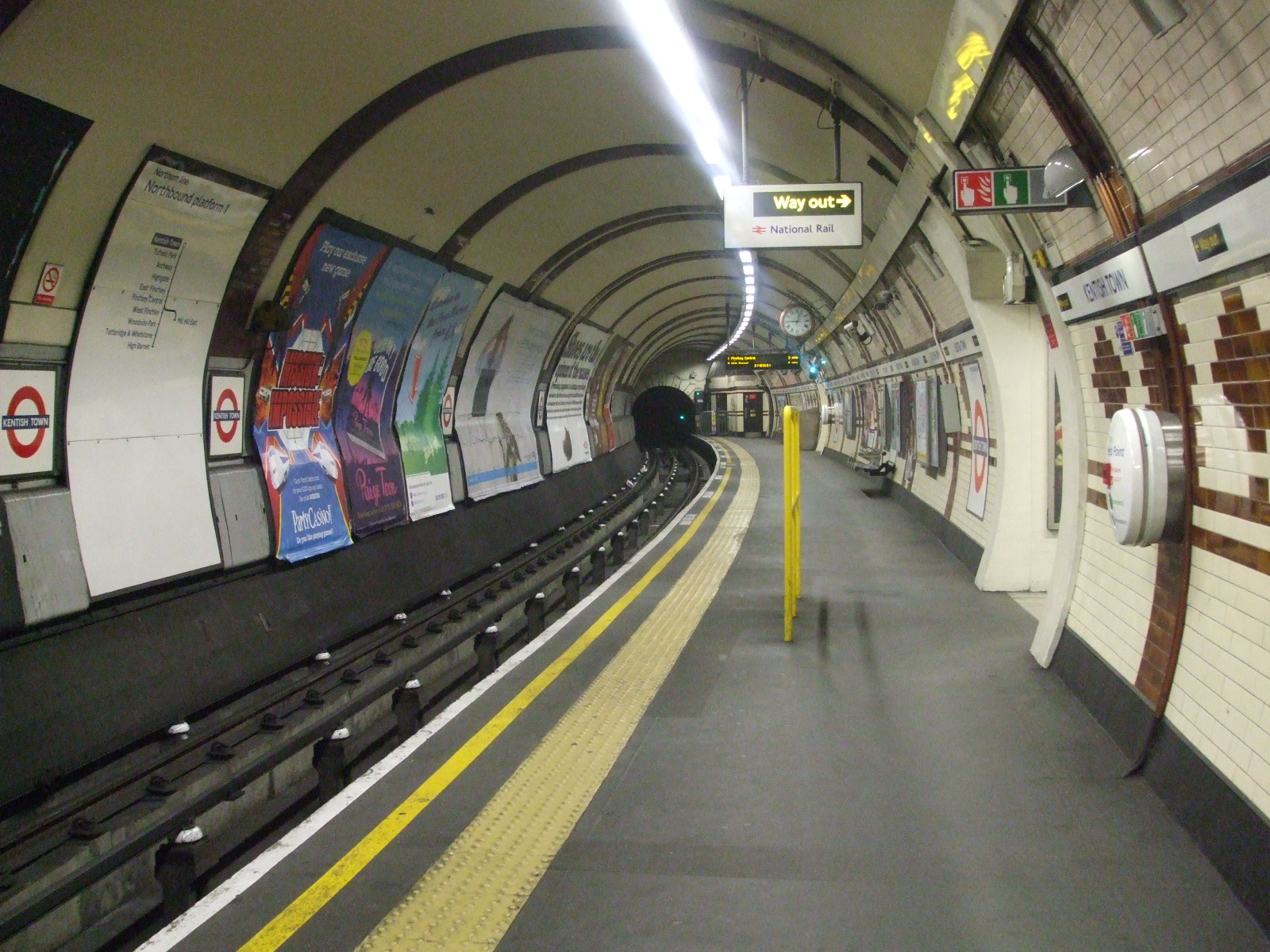
ノーザン線北行ホーム

ロンドン地下鉄の駅は1907年6月22日にノーザン線の原型であるチャリングクロス・ユーストン・アンド・ハムステッド鉄道によって開業した。駅舎はレスリー・グリーン設計による赤い釉薬をかけたテラコッタブロックで表面が飾られ、大きな半円形の窓が上階に設けられたロンドン地下電気鉄道傘下の3社、チャリングクロス・ユーストン・アンド・ハムステッド鉄道、ベーカーストリート・アンド・ウォータールー鉄道及びグレート・ノーザン・ピカデリー・アンド・ブロンプトン鉄道の標準的な設計によるものである。当駅が開業した際、隣にはサウス・ケンティッシュ・タウン駅があったが、利用客数の低迷により1924年に廃止されている。
当駅にはバーキングからゴスペル・オークへの支線が乗り入れていたが、1981年に廃止され、線路跡は売却されている

## 将来

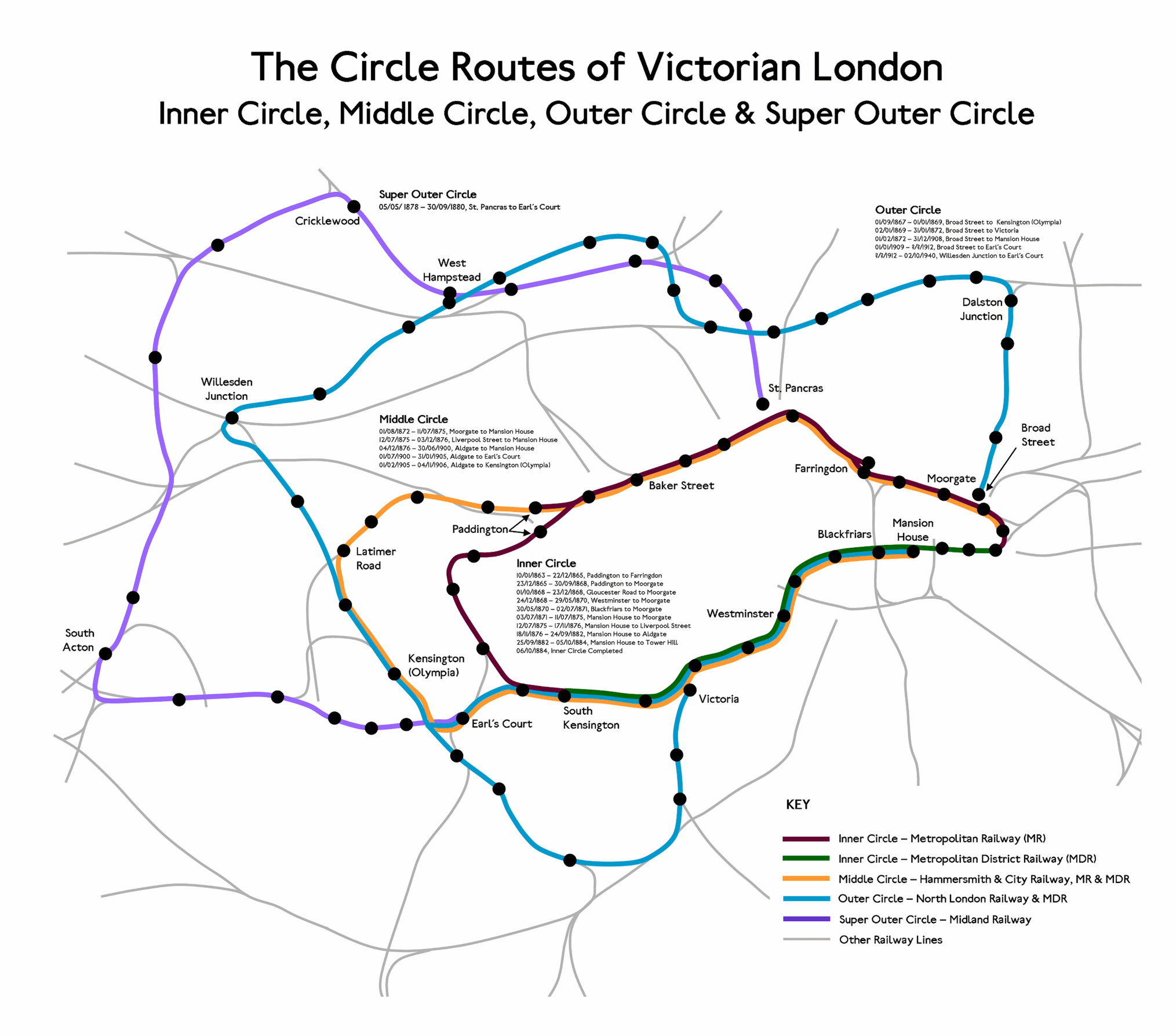
スーパー・アウター・サークルの地図。当駅を経由している

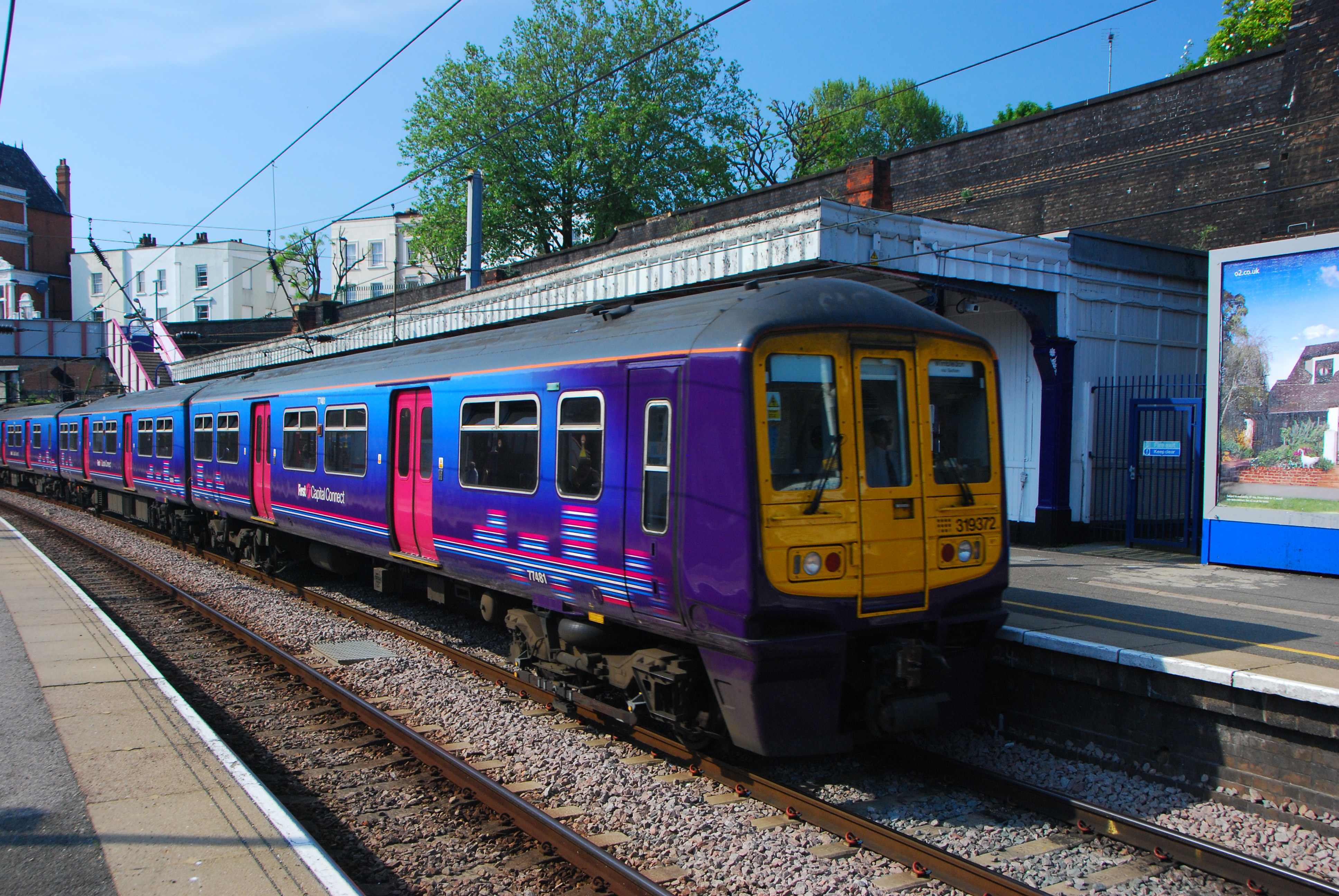
ファースト・キャピタル・コネクトのテムズリンク南行列車として運用され、当駅に停車する319372編成

テムズ川南岸のテムズリンクの路線が延伸し、2018年以降当駅に乗り入れるとされている。
2009年3月にブラックフライアーズ駅の折り返し用ホームが閉鎖されたのち、同駅で折り返していたサウスイースタンの列車一部が当駅、セント・アルバンス、ベッドフォード又はルートンまで運転されるようになった。
2018年完成予定でテムズリンク全体の改修工事が進んでいるが、当駅の最大有効長は駅両側の陸橋の制約から8両のままでのこるため、9両以上の列車は当駅を通過することになっている。テムズ川北岸のテムズリンクの駅で、8両対応のままで残るのはヘンドン駅、クリックルウッド駅と当駅のみとなる。

## バス路線
ロンドンバス134、214、393、C2、深夜バスN20が当駅を経由する。 